# Heteroconger magnaghii
Heteroconger magnaghii és una espècie de peix pertanyent a la família dels còngrids.